# Quelle cervelle de moineau ce chien
 (septembre 2024).
Si vous disposez d'ouvrages ou d'articles de référence ou si vous connaissez des sites web de qualité traitant du thème abordé ici, merci de compléter l'article en donnant les références utiles à sa vérifiabilité et en les liant à la section « Notes et références ».
Pour plus de détails, voir Fiche technique et Distribution.
Quelle cervelle de moineau ce chien (Bird-Brain Bird Dog) est le 26e et le dernier court métrage d'animation de la série américaine L'ours Barney réalisé par Dick Lundy et sorti le 31 juillet 1954.